# سادوو
سادوو (به لاتین: Sadov) یک منطقهٔ مسکونی در جمهوری چک است که در ناحیه کارلووی واری واقع شده‌است.